# デルフィナ・ポトツカ

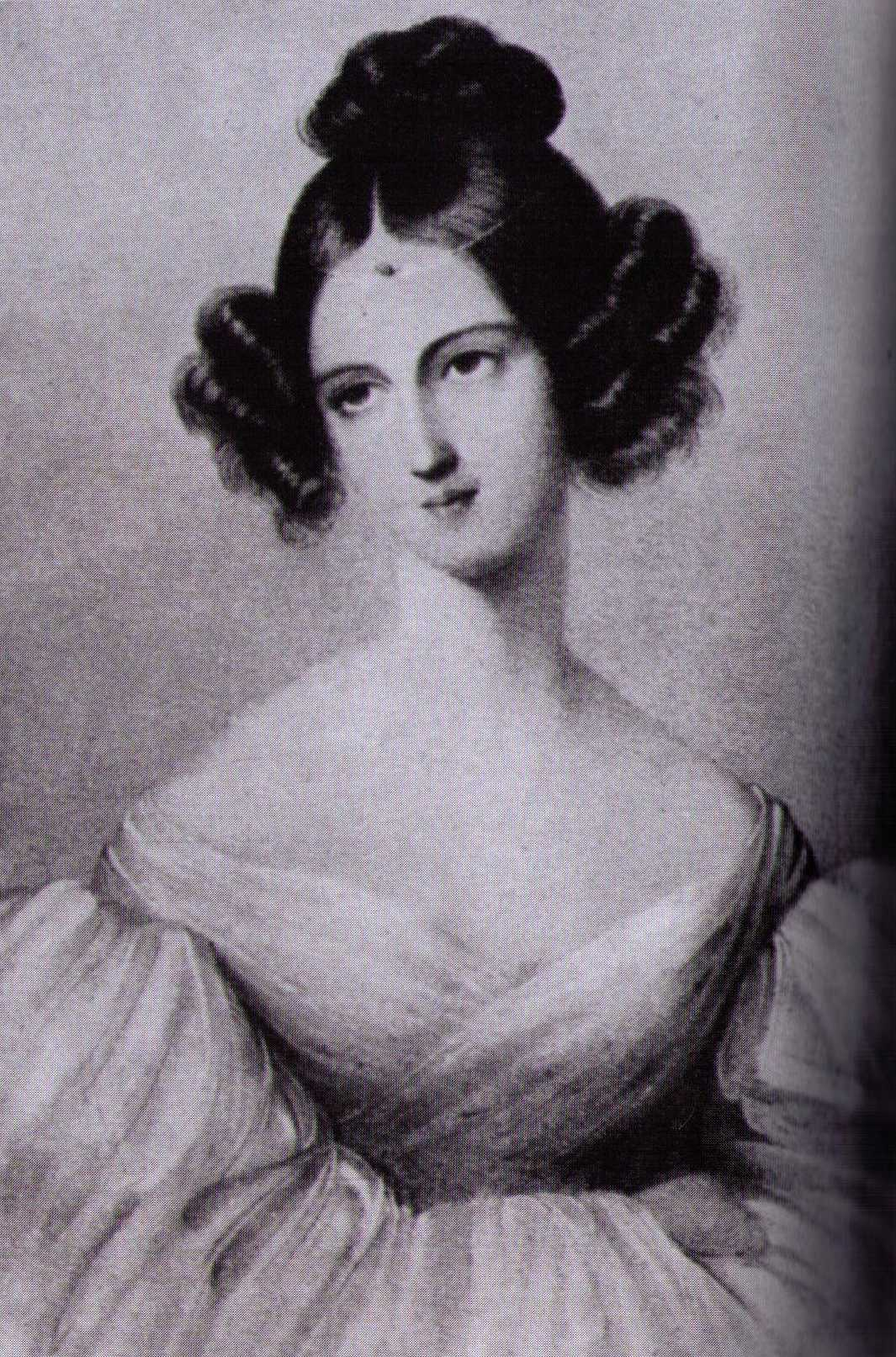
デルフィナ・ポトツカ

デルフィナ・ポトツカ伯爵夫人（ポーランド語:Delfina Potocka、1807年3月 - 1877年4月2日）は、ポーランドの貴族女性。2人のポーランド人亡命芸術家、フレデリック・ショパンとジグムント・クラシンスキの友人にしてミューズであった。

## 生涯
父親はスタニスワフ・コマル（Stanisław Komar）、母親はホノラタ・オルウォフスカ（Honorata Orłowska）といった。1825年にポーランドをロシアに売り渡した「売国奴」として知られるスタニスワフ・シュチェンスヌィ・ポトツキ伯爵の息子、ミェチスワフ・ポトツキ伯爵（Mieczysław Potocki）と結婚した。間に2人の娘を儲けるが、結婚生活は不幸であり、結局ポトツキ伯爵と離婚した。ポトツカは美貌や知性、芸術的才能で名高く、夫と別居後は外国に出て、ショパンや、ポーランド・ロマン主義の詩人ジグムント・クラシンスキ伯爵と交流を深めた。フランス到着後のショパンにピアノの指導を受けている。
デルフィーナ・ポトツカとジグムント・クラシンスキとの出逢いは1838年12月24日に遡る。ポトツカはやがてクラシンスキのお気に入りの相談相手となり、心の奥底に秘めた思いを打ち明けられるようになった。詩「（Sen Cezary ）」（1840年出版）とメシア主義的な詩「夜明け前（Przedświt ）」（1843年出版）はポトツカのために創られたことで名高い。ポトツカは、クラシンスキの恋愛の主立った相手となり、その感情に完全に報いた。しかし二人の関係は1846年までに終息し、その後は元の親友同士に戻った。クラシンスキが1843年7月に伯爵令嬢エリザ・ブラニツカと結婚したことも影響している。
ポトツカは、ショパンの危篤に駆けつけて、苦しみを癒すために本人の要望でその美声を披露したと伝えられている。ショパンは「ピアノ協奏曲 第2番」と「3つのワルツ」作品64の第1曲を「デルフィーヌ・ポトツカ伯爵夫人に捧ぐ」とする献辞つきで出版した。作品64は、ショパンのおそらく最も有名な2つのワルツ、「第6番（いわゆる子犬のワルツ）」と「第7番」が収録されており、ポトツカに献呈されたのは前者である。
デルフィーナ・ポトツカはフランスに客死し、モンモランシーのポーランド人墓地に埋葬された。ショパンやクラシンスキとの友情は、往復書簡集『デルフィーナ・ポトツカへの手紙 （Listy do Delfiny Potockiej ）』（1930年 - 1938年、3巻に分冊出版）によって不朽のものになっている。

## 参考書籍
- "Potocka Delfina z Komarów," Encyklopedia Polski, p. 534.
- "Potocka Delfina, z Komarów," Encyklopedia powszechna PWN (PWN Universal Encyclopedia), Warsaw, Państwowe Wydawnictwo Naukowe, vol. 3, 1975, pp. 661-62.